# Barbarochthon brunneum
Barbarochthon brunneum är en nattsländeart som beskrevs av Barnard 1934. Barbarochthon brunneum ingår i släktet Barbarochthon och familjen Barbarochthonidae. Inga underarter finns listade i Catalogue of Life.